# Tunduru (huyện)
Tunduru là một huyện thuộc vùng Ruvuma, Tanzania. Thủ phủ của huyện Tunduru đóng tại Mlingoti Magharibi. Huyện Tunduru có diện tích 18778 ki lô mét vuông. Đến thời điểm điều tra dân số ngày 25 tháng 8 năm 2002, huyện Tunduru có dân số 247055 người.